# Zoé (film)
Pour les articles homonymes, voir Zoé.
Pour plus de détails, voir Fiche technique et Distribution.
Zoé est un film français réalisé par Charles Brabant et sorti en 1954.

## Synopsis
Zoé n'a qu'un défaut : elle dit toujours la vérité. En pénétrant dans une famille bourgeoise, peu habituée à ces exhibitions de franchise, elle provoquera successivement une querelle de ménage, l'échec d'une opération scientifico-financière, une explosion atomique, une tentative d'assassinat, un vol de documents secrets, une chasse à l'espionne, etc., mais tout cela... dans la bonne humeur et la fantaisie !

## Fiche technique
- Titre : Zoé
- Réalisation : Charles Brabant
- Scénario : Henri-François Rey, Charles Brabant, d'après la pièce de Jean Marsan
- Décors : René Moulaert
- Costumes : Marcelle Desvignes
- Photographie : Henri Alekan
- Musique : Jean Solar
- Montage : Maurice Serein
- Son : Jean Rieul
- Société de production  : Artès Films
- Format : Noir et blanc - 1,37:1 - 35 mm - Son mono
- Genre : Comédie
- Durée : 86 minutes
- Date de sortie : 
  - France : 8 mars 1954
- Affiche : Marcel Jeanne (France)

## Distribution
- Barbara Laage : Zoé
- Michel Auclair : Arthur Delay
- Louis Seigner : M. Delay
- Jean Marchat : M Pounet
- Yolande Laffon : Mme Pounet
- Jean-Pierre Kérien :  docteur Louis Delay
- France Roche : Madeleine Delay
- Madeleine Barbulée
- Gilberte Géniat
- Amédée
- Michèle Nancey
- M. Barodice
- Jean Harold